# Inle
Inle je sladkovodní jezero ve východním Myanmaru. Nachází se v nadmořské výšce 880 metrů a s plochou 116 km2 je druhým největším jezerem Myanmaru. Je mělké, v období sucha je průměrná hloubka kolem dvou metrů. Inle je významné svou endemickou faunou, do které mimo jiné patří ryby Sawbwa resplendens, Microrasbora erythromicron a Inlecypris auropurpurea. Ekologickém problémem jezera je rozšíření invazivní rostliny tokozelka vodní hyacint a eroze způsobená odlesňováním okolních kopců. Roku 2015 zařadilo UNESCO jezero Inle do programu Člověk a biosféra. Jezero s okolím patří k nejvýznamnějším turistickým atrakcím země.
Ve vesnicích okolo jezera žijí Inthové, etnikum adaptované na zdejší přírodní podmínky, věnující se rybolovu, pěstování rýže a zeleniny na plovoucích záhonech a pletení rákosových tašek. Na člunech jezdí vestoje, s veslem provlečeným mezi podkolením a nártem, aby měli obě ruce volné. Jejich typickou stravou je htamin jin, směs jezerních ryb, fermentované rýže, brambor a rajčat. Významnou památkou umístěnou na břehu jezera je buddhistická pagoda Hpaung Daw U. V říjnu se koná velký náboženský svátek, při kterém zlaté sochy Buddhy uchovávané v pagodě plují na lodích od vesnice k vesnici.

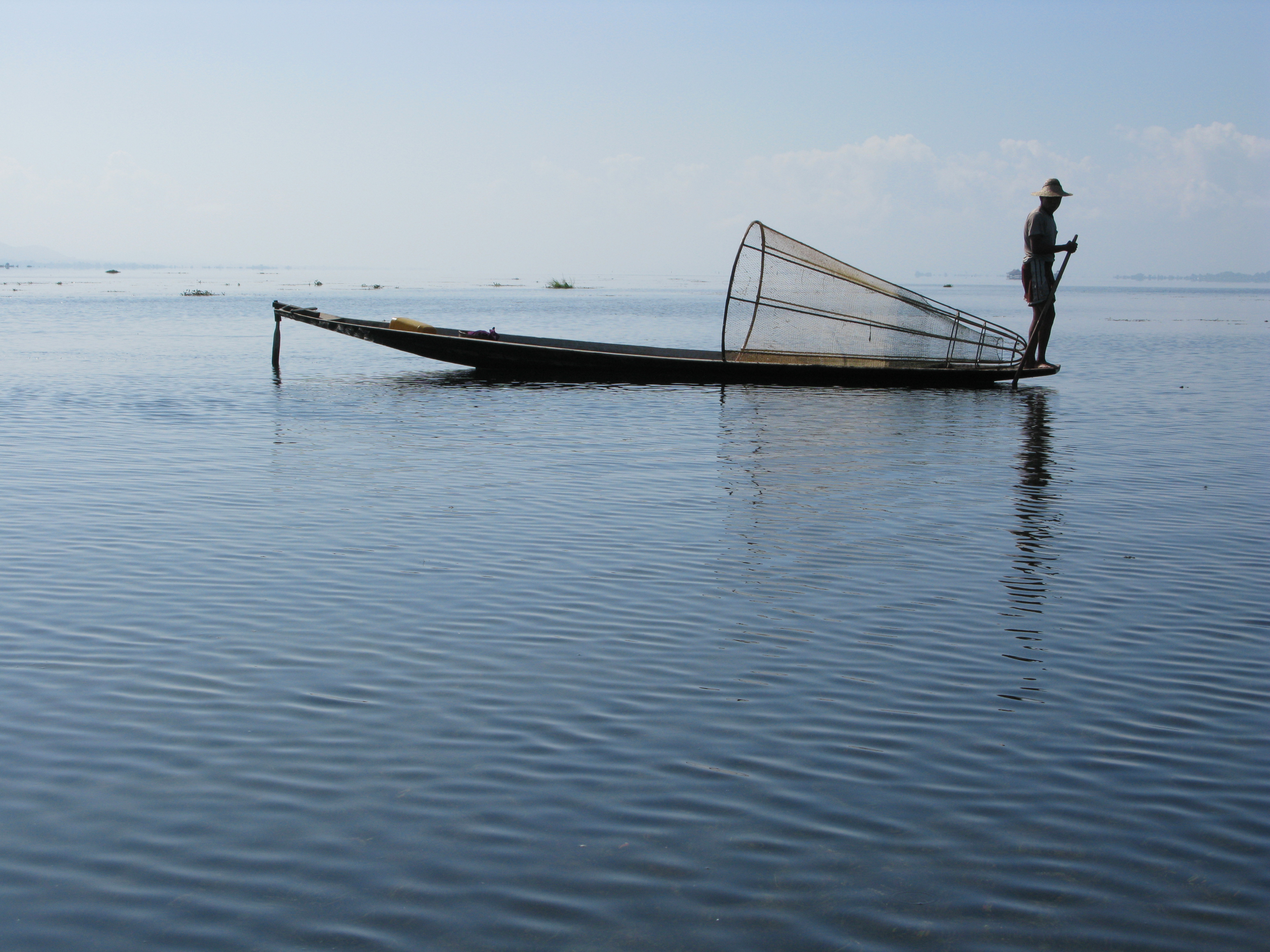
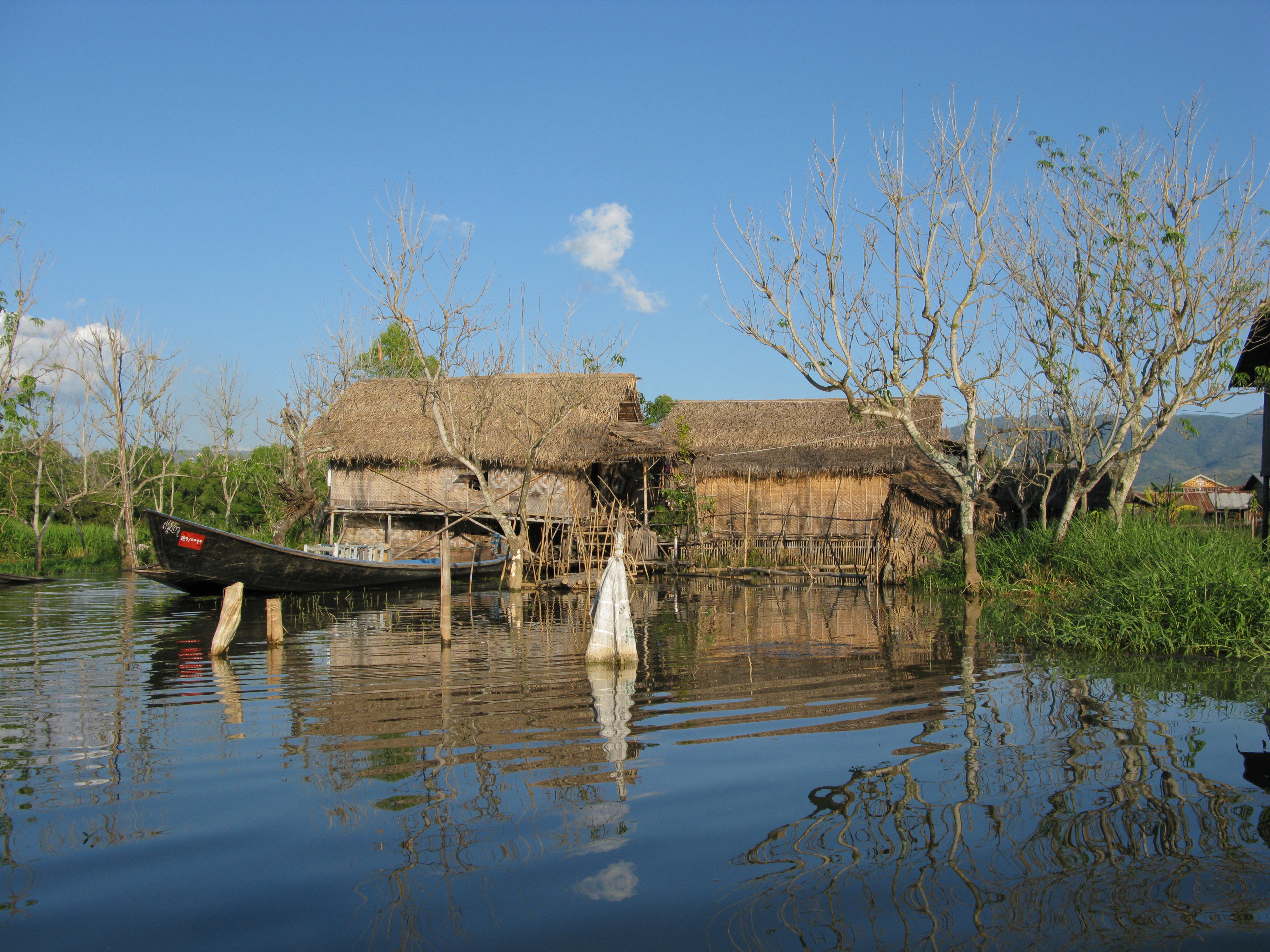
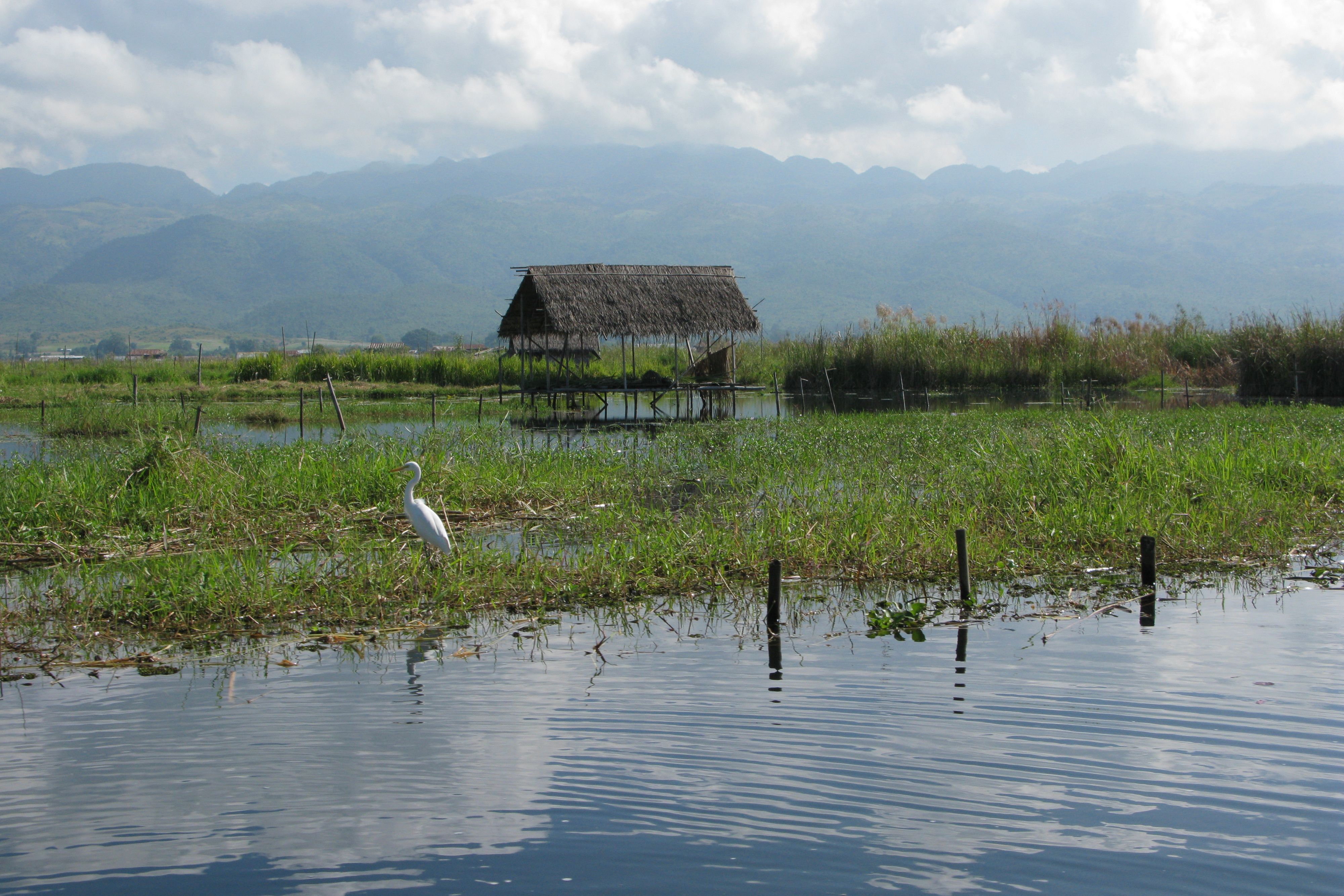
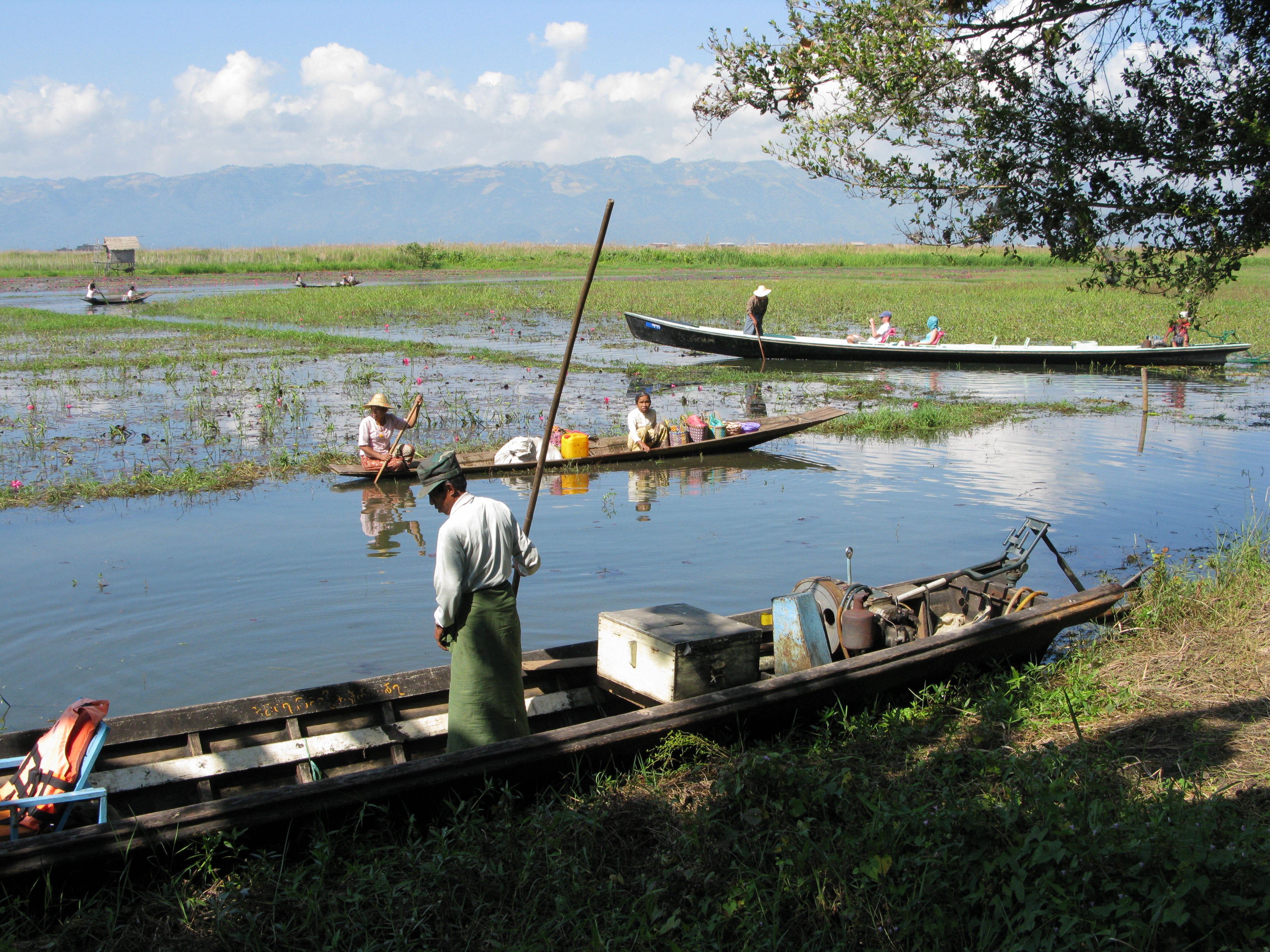